# Centaurium mairei
Centaurium mairei är en gentianaväxtart som beskrevs av Zeltner. Centaurium mairei ingår i släktet aruner, och familjen gentianaväxter. Inga underarter finns listade i Catalogue of Life.